# Trevor Adamson
Trevor Adamson es un cantante de country y gospel, originario de Australia Central, conocido por su canción Nyanpi Matilda, una versión anangus de Waltzing Matilda.
Nació en Pukatja, Australia Meridional y canta tanto en anangus como en inglés. Fue objeto de un episodio de la serie de televisión ABC, Seis Australianos. Trevor también apareció en el episodio #1008 del show de NITV (la TV originaria) "Pmarra Country", un tributo originario al legendario Slim Dusty, en donde el Sr. Adamson produjo una versión hablada en anangus de Slim Dusty en la canción de 1972 "When the Rain Tumbles Down in July" ("Cuando la lluvia cae en julio").

## Obra

### Discografía
- Godaku Walytja-Piti (Familia en Dios) (1982) con niños de Enabella.
- Trust in the Lord (1985) - Imparja
- Where I Belong(1989) - CAAMA
- Waltzing Matilda (1994) - CAAMA[3][4]
- My Sunburnt Country (2009) - Pindaroo[5]

### Algunas publicaciones
- 1984. Iwara Palyanyku Ngurintja Tjitji Pulka Tjutaku: Anangu Uwankaranguru Kulira Nyanga Pula Tjukurpa Walkatjunu. Programa de Participación y Equidad. Con Chris Tapscott. Contribuyó Commonwealth Schools Commission (Australia). Publicó Participation and Equity Programme, 306 p.